# بندپیچه
بندپیچه (نام علمی: Arthrospira) نام یک سرده از شاخه سیانوباکتر است.